# Dan Cogan
Dan Cogan é um cineasta estadunidense. Foi indicado ao Oscar de melhor documentário de longa-metragem na edição de 2018 pelo trabalho na obra Icarus.

## Filmografia
- 2018: Untitled Apollo Theater Documentary
- 2018: Bathtubs Over Broadway
- 2018: The Long Dumb Road
- 2018: Bisbee '17
- 2018: Nancy
- 2018: The Tale
- 2018: Won't You Be My Neighbor?
- 2017: Voyeur
- 2017: Of Fathers and Sons
- 2017: Hunting Season
- 2017: Insha'Allah Democracy
- 2017: The Reagan Show
- 2017: The Strange Ones
- 2017: Bending the Arc
- 2017: Step
- 2017: Dina
- 2017: Icarus
- 2017: Unrest
- 2016: Independent Lens
- 2016: City of Joy
- 2016: Buster's Mal Heart
- 2016: Theo Who Lived
- 2016: Death by Design
- 2016: Night School
- 2016: The Pearl
- 2016: Lovesong
- 2016: Notes on Blindness
- 2016: Nuts!
- 2014: P.O.V.
- 2015: Havana Motor Club
- 2015: Song of Lahore
- 2015: Addicted to Fresno
- 2015: The Invitation
- 2015: Dreamcatcher
- 2015: Chuck Norris vs. Communism
- 2015: Sembene!
- 2015: The Hunting Ground
- 2015: How to Change the World
- 2014: Do I Sound Gay?
- 2014: Meet the Patels
- 2014: The Vanquishing of the Witch Baba Yaga
- 2014: Vessel
- 2014: Watchers of the Sky
- 2014: Land Ho!
- 2013: Midway
- 2013: Remote Area Medical
- 2013: Our Nixon
- 2013: American Promise
- 2013: Pandora's Promise
- 2013: The Crash Reel
- 2013: Who is Dayani Cristal?
- 2012: Sofia's Last Ambulance
- 2012: Knuckleball!
- 2012: How to Survive a Plague
- 2012: Detropia
- 2012: The Queen of Versailles
- 2011: Lemon
- 2011: Fightville
- 2011: Bobby Fischer Against the World
- 2011: Chess History
- 2011: Hell and Back Again
- 2011: The Fight for Fischer's Estate
- 2010: Lost Bohemia
- 2010: One Thousand Pictures: RFK's Last Journey
- 2010: Sons of Perdition
- 2010: Secrets of the Tribe
- 2009: American Experience
- 2009: Children of Invention
- 2009: No Impact Man: The Documentary
- 2008: The Trials of J. Robert Oppenheimer
- 2008: The End of America
- 2008: The Garden
- 2008: Lioness
- 2008: Kick Like a Girl
- 2008: Secrecy
- 2008: The Recruiter
- 2007: Freeheld
- 2005: Torte Bluma
- 1999: The Lifestyle
- 1997: Number One Fan